# Malo gospodarstvo
Malo gospodarstvo, djelatnosti što ih pravne i fizičke osobe (trgovačka društva, obrtnici, slobodna zanimanja, zadruge) samostalno i trajno obavljaju radi ostvarivanja dobiti, odnosno dohotka na tržištu. Zakonom o poticanju razvoja maloga gospodarstva definicija maloga gospodarstva u Hrvatskoj usklađena je s europskim normama. Mala gospodarstva godišnje prosječno imaju manje od 250 zaposlenika, neovisni su u poslovanju te ostvaruju ukupni godišnji promet do 60 mil. kuna ili imaju zbroj bilance (ako su obveznici poreza na dobit), odnosno dugotrajnu imovinu (ako su obveznici poreza na dohodak) u vrijednosti do 30 mil. kuna.
Zakon razlikuje mikrogospodarstva, mala i srednja mala gospodarstva. Iskustvo razvijenih eur. zemalja pokazuje da je malo gospodarstvo pokretač razvoja cjelokupnoga gospodarstva i pokretač novih radnih mjesta. Prema podatcima Hrvatske gospodarske komore u Istarskoj je županiji 2003. poslovalo 4267 trgovačkih društava, od toga su 4110 (96%) bila mala gospodarstva. Broj malih i srednjih trgovačkih društava Istarske županije čini 7,1% ukupnoga broja malih i srednjih tvrtki u Hrvatskoj. Najraširenije djelatnosti su trgovina, poslovanje nekretninama, iznajmljivanje i poslovne usluge te prerađivačka industrija.